# CECAFA-Cup
Der CECAFA-Cup, vollständig CECAFA Senior Challenge Cup (deutsch Ost- und Zentralafrikameisterschaft), ist ein Fußballwettbewerb für ost- und zentralafrikanische Mannschaften, der seit 1973, mit Ausnahme der Jahre 1986, 1993, 1997 und 1998, jährlich stattfindet und vom CECAFA organisiert wird. Teilnahmeberechtigt sind grundsätzlich dessen elf Mitgliedsverbände. Fast regelmäßig werden auch Mannschaften aus benachbarten Regionen, vor allem dem südlichen Afrika, eingeladen bzw. wurden in der Vergangenheit auch schon Turniere dort ausgetragen. Mit Malawi, Sambia und Simbabwe konnten sich bereits drei solcher Teams in die Siegerliste eintragen. Vorläuferturniere waren von 1926 bis 1966 der Gossage Cup, das älteste Fußballturnier Afrikas (vom Seifenhersteller William Gossage gesponsert), und von 1967 bis 1971 der Challenge Cup. 2005 und 2006 wurde das Turnier von dem saudischen Milliardär Sheikh Mohammed Al Amoudi gesponsert und bis 2007 in Al Amoudi Senior Challenge Cup umbenannt.

## Erstteilnahmen
Folgend alle Nationalmannschaften, die bisher an diesem Turnier teilgenommenen haben sowie zwei Länder, das unter neuem Namen antraten.
- Fett geschriebene Mannschaften wurden bei ihrer ersten Teilnahme Afrikameister.
- Kursiv geschriebene Mannschaften waren bei ihrer ersten Teilnahme Ausrichter.
- Mannschaften in Klammern nahmen unter einem anderen Namen zum ersten Mal teil.

| 1923          | Britisch-Ostafrika           | Uganda               |                      |                      |
| 1928 bis 1944 | keine Erstteilnehmer         | keine Erstteilnehmer |                      |                      |
| 1945          | Tanganjika                   |                      |                      |                      |
| 1946          | keine Erstteilnehmer         | keine Erstteilnehmer |                      |                      |
| 1947          | Sansibar                     |                      |                      |                      |
| 1948 bis 1963 | keine Erstteilnehmer         | keine Erstteilnehmer |                      |                      |
| 1964          | ( Britisch-Ostafrika)        | ( Tansania)          |                      |                      |
| 1965 bis 1971 | keine Erstteilnehmer         | keine Erstteilnehmer |                      |                      |
| 1973          | Sambia                       | Somalia              |                      |                      |
| 1974          | keine Erstteilnehmer         | keine Erstteilnehmer |                      |                      |
| 1975          | Malawi                       |                      |                      |                      |
| 1976 bis 1978 | keine Erstteilnehmer         | keine Erstteilnehmer | keine Erstteilnehmer | keine Erstteilnehmer |
| 1979          | Sudan                        |                      |                      |                      |
| 1979 bis 1980 | keine Erstteilnehmer         | keine Erstteilnehmer |                      |                      |
| 1981          | Simbabwe                     |                      |                      |                      |
| 1982          | keine Erstteilnehmer         | keine Erstteilnehmer |                      |                      |
| 1983          | Äthiopien                    |                      |                      |                      |
| 1984 bis 1991 | keine Erstteilnehmer         | keine Erstteilnehmer |                      |                      |
| 1992          | Seychellen                   |                      |                      |                      |
| 1994          | Dschibuti                    | Eritrea              |                      |                      |
| 1995          | Ruanda                       |                      |                      |                      |
| 1996          | keine Erstteilnehmer         | keine Erstteilnehmer |                      |                      |
| 1999          | Burundi                      |                      |                      |                      |
| 2000 bis 2009 | keine Erstteilnehmer         | keine Erstteilnehmer |                      |                      |
| 2010          | Elfenbeinküste               |                      |                      |                      |
| 2011          | keine Erstteilnehmer         | keine Erstteilnehmer |                      |                      |
| 2012          | Südsudan                     |                      |                      |                      |
| 2013 bis 2019 | keine Erstteilnehmer         | keine Erstteilnehmer |                      |                      |
| 2021          | Demokratische Republik Kongo |                      |                      |                      |

## Die Turniere in Überblick

### Gossage Cup
| Jahr         | Gastgeber      | Finale       | Finale                     | Finale     | Spiel um Platz 3      | Spiel um Platz 3              | Spiel um Platz 3      |
| Jahr         | Gastgeber      | Sieger       | Ergebnis                   | 2. Platz   | 3. Platz              | Ergebnis                      | 4. Platz              |
| ------------ | -------------- | ------------ | -------------------------- | ---------- | --------------------- | ----------------------------- | --------------------- |
| 1926 Details | Kenia          | Kenia        | 1:1 / 2:1                  | Uganda     | nur zwei Mannschaften | nur zwei Mannschaften         | nur zwei Mannschaften |
| 1928 Details | Uganda         | Uganda       | 4:0                        | Kenia      | nur zwei Mannschaften | nur zwei Mannschaften         | nur zwei Mannschaften |
| 1929 Details | Kenia          | Uganda       | 5:3                        | Kenia      | nur zwei Mannschaften | nur zwei Mannschaften         | nur zwei Mannschaften |
| 1930 Details | Uganda         | Uganda       | 5:0                        | Kenia      | nur zwei Mannschaften | nur zwei Mannschaften         | nur zwei Mannschaften |
| 1931 Details | Kenia          | Kenia        | 2:1                        | Uganda     | nur zwei Mannschaften | nur zwei Mannschaften         | nur zwei Mannschaften |
| 1932 Details | Uganda         | Uganda       | 13:1                       | Kenia      | nur zwei Mannschaften | nur zwei Mannschaften         | nur zwei Mannschaften |
| 1935 Details | Uganda         | Uganda       | 5:1                        | Kenia      | nur zwei Mannschaften | nur zwei Mannschaften         | nur zwei Mannschaften |
| 1936 Details | Kenia          | Uganda       | 3:1                        | Kenia      | nur zwei Mannschaften | nur zwei Mannschaften         | nur zwei Mannschaften |
| 1937 Details | Uganda         | Uganda       | 9:5                        | Kenia      | nur zwei Mannschaften | nur zwei Mannschaften         | nur zwei Mannschaften |
| 1938 Details | Kenia          | Uganda       | 3:1                        | Kenia      | nur zwei Mannschaften | nur zwei Mannschaften         | nur zwei Mannschaften |
| 1939 Details | Uganda         | Uganda       | 5:2                        | Kenia      | nur zwei Mannschaften | nur zwei Mannschaften         | nur zwei Mannschaften |
| 1940 Details | Kenia          | Uganda       | 6:3                        | Kenia      | nur zwei Mannschaften | nur zwei Mannschaften         | nur zwei Mannschaften |
| 1941 Details | Uganda         | Kenia        | 4:3                        | Uganda     | nur zwei Mannschaften | nur zwei Mannschaften         | nur zwei Mannschaften |
| 1942 Details | Kenia          | Kenia        | 4:3                        | Uganda     | nur zwei Mannschaften | nur zwei Mannschaften         | nur zwei Mannschaften |
| 1943 Details | Uganda         | Uganda       | 2:1                        | Kenia      | nur zwei Mannschaften | nur zwei Mannschaften         | nur zwei Mannschaften |
| 1944 Details | Kenia          | Kenia        | 2:1                        | Uganda     | nur zwei Mannschaften | nur zwei Mannschaften         | nur zwei Mannschaften |
| 1945 Details | Uganda         | Uganda       | 4:1                        | Kenia      | Tanganjika            | nur drei Mannschaften         | nur drei Mannschaften |
| 1946 Details | Kenia          | Kenia        | 2:1                        | Uganda     | Tanganjika            | nur drei Mannschaften         | nur drei Mannschaften |
| 1947 Details | Tanganjika     | Uganda       | 4:2                        | Tanganjika |                       | nicht ausgetragen             |                       |
| 1948 Details | Uganda         | Uganda       | 2:1                        | Kenia      |                       | nicht ausgetragen             |                       |
| 1949 Details | Sansibar       | Tanganjika   | 2:0                        | Kenia      |                       | nicht ausgetragen             |                       |
| 1951 Details | Kenia          | Tanganjika   | 2:1                        | Kenia      |                       | nicht ausgetragen             |                       |
| 1952 Details | Uganda         | Uganda       | 6:3                        | Kenia      | Sansibar              | 3:1                           | Tanganjika            |
| 1953 Details | Sansibar       | Kenia        | 6:2                        | Uganda     |                       | nicht ausgetragen             |                       |
| 1954 Details | Kenia          | Uganda       | 2:2 n. V. / 4:1            | Kenia      |                       | nicht ausgetragen             |                       |
| 1955 Details | Uganda         | Uganda       | 5:1                        | Tanganjika |                       | nicht ausgetragen             |                       |
| 1956 Details | Tanganjika     | Uganda       | 3:2                        | Kenia      | Sansibar              | 3:2                           | Tanganjika            |
| 1957 Details | Sansibar       | Uganda       | 2:1                        | Kenia      | Sansibar Tanganjika   | 3:3 (3. Platz geteilt)        |                       |
| 1958 Details | Kenia          | Kenia        | Ligasystem                 | Uganda     | Tanganjika            | Ligasystem                    | Sansibar              |
| 1959 Details | Tanganjika     | Kenia        | Ligasystem                 | Sansibar   | Tanganjika Uganda     | Ligasystem (3. Platz geteilt) |                       |
| 1960 Details | Uganda         | Kenia Uganda | Ligasystem (Titel geteilt) |            | Tanganjika            | Ligasystem                    | Sansibar              |
| 1961 Details | Kenia          | Kenia        | Ligasystem                 | Tanganjika | Uganda                | Ligasystem                    | Sansibar              |
| 1962 Details | kein Gastgeber | Uganda       | Ligasystem                 | Kenia      | Tanganjika            | Ligasystem                    | Sansibar              |
| 1963 Details | Kenia          | Uganda       | Ligasystem                 | Kenia      | Tanganjika            | Ligasystem                    | Sansibar              |
| 1964 Details | Tansania       | Tansania     | Ligasystem                 | Kenia      | Uganda                | Ligasystem                    | Sansibar              |
| 1965 Details | Uganda         | Tansania     | Ligasystem                 | Kenia      | Uganda                | Ligasystem                    | Sansibar              |
| 1966 Details | Sansibar       | Kenia        | Ligasystem                 | Uganda     | Tansania              | Ligasystem                    | Sansibar              |

### Challenge Cup
| Jahr         | Gastgeber | Finalstände | Finalstände | Finalstände | Finalstände |
| Jahr         | Gastgeber | Sieger      | 2. Platz    | 3. Platz    | 4. Platz    |
| ------------ | --------- | ----------- | ----------- | ----------- | ----------- |
| 1967 Details | Kenia     | Kenia       | Uganda      | Sansibar    | Tansania    |
| 1968 Details | Tansania  | Uganda      | Kenia       | Tansania    | Sansibar    |
| 1969 Details | Uganda    | Uganda      | Tansania    | Kenia       | Sansibar    |
| 1970 Details | Sansibar  | Uganda      | Tansania    | Sansibar    | Kenia       |
| 1971 Details | Kenia     | Kenia       | Uganda      | Tansania    | Sansibar    |

### CECAFA-Cup
| Jahr | Gastgeber | Finale               | Finale                    | Finale               | Spiel um Platz 3     | Spiel um Platz 3     | Spiel um Platz 3     |
| Jahr | Gastgeber | Sieger               | Ergebnis                  | 2. Platz             | 3. Platz             | Ergebnis             | 4. Platz             |
| --- | --------- | -------------------- | ------------------------- | -------------------- | -------------------- | -------------------- | -------------------- |
| 1973 Details | Uganda    | Uganda               | 2:1                       | Tansania             |                      | nicht ausgetragen    |                      |
| 1974 Details | Tansania  | Tansania             | 1:1, 5:3 i. E.            | Uganda               |                      | nicht ausgetragen    |                      |
| 1975 Details | Sambia    | Kenia                | 0:0, 5:4 i. E.            | Malawi               |                      | nicht ausgetragen    |                      |
| 1976 Details | Sansibar  | Uganda               | 2:0                       | Sambia               |                      | nicht ausgetragen    |                      |
| 1977 Details | Somalia   | Uganda               | 0:0, 5:3 i. E.            | Sambia               | Malawi               | 2:1                  | Kenia                |
| 1978 Details | Malawi    | Malawi               | 3:2                       | Sambia               | Kenia                | 2:0                  | Uganda               |
| 1979 Details | Kenia     | Malawi               | 3:2                       | Kenia                | Tansania             | 2:1                  | Sansibar             |
| 1980 Details | Sudan     | Sudan                | 1:0                       | Tansania             | Malawi               | 1:0                  | Sambia (B)           |
| 1981 Details | Tansania  | Kenia                | 1:0                       | Tansania             | Sambia               | 1:0                  | Uganda               |
| 1982 Details | Uganda    | Kenia                | 1:1, 5:3 i. E.            | Uganda               | Simbabwe             | 3:0                  | Sansibar             |
| 1983 Details | Kenia     | Kenia                | 1:0                       | Simbabwe             | Uganda               | 2:1                  | Malawi               |
| 1984 Details | Uganda    | Sambia               | 0:0, 3:0 i. E.            | Malawi               | Uganda               | 3:1                  | Kenia                |
| 1985 Details | Simbabwe  | Simbabwe             | 2:0                       | Kenia                | Malawi               | 3:1                  | Uganda               |
| 1987 Details | Äthiopien | Äthiopien            | 1:1, 5:4 i. E.            | Simbabwe             | Uganda               | 2:0                  | Sansibar             |
| 1988 Details | Malawi    | Malawi               | 3:1                       | Sambia               | Kenia                | 0:0, 3:2 i. E.       | Simbabwe             |
| 1989 Details | Kenia     | Uganda               | 3:3, 2:1 i. E.            | Malawi               | Kenia                | 1:0                  | Sambia               |
| 1990 Details | Sansibar  | Uganda               | 2:0                       | Sudan                | Tansania             | 2:1                  | Sansibar             |
| 1991 Details | Uganda    | Sambia               | 2:0                       | Kenia                | Uganda               | 3:1                  | Sudan                |
| 1992 Details | Tansania  | Uganda               | 1:0                       | Tansania (B)         | Sambia               | 4:0                  | Malawi               |
| 1994 Details | Kenia     | Tansania             | 2:2, 4:3 i. E.            | Uganda               | Kenia                | 1:0                  | Eritrea              |
| 1995 Details | Uganda    | Sansibar             | 1:0                       | Uganda (B)           | Kenia                | 2:1                  | Äthiopien            |
| 1996 Details | Sudan     | Uganda               | 1:0                       | Sudan (B)            | Sudan                | 1:1, 5:4 i. E.       | Kenia                |
| 1999 Details | Ruanda    | Ruanda (B)           | 3:1                       | Kenia                | Ruanda               | 0:0, 3:2 i. E.       | Burundi              |
| 2000 Details | Uganda    | Uganda               | 2:0                       | Uganda (B)           | Äthiopien            | 1:1, 4:2 i. E.       | Ruanda               |
| 2001 Details | Ruanda    | Äthiopien            | 2:1                       | Kenia                | Ruanda               | 1:1, 5:3 i. E.       | Ruanda (B)           |
| 2002 Details | Tansania  | Kenia                | 3:2                       | Tansania             | Ruanda               | 2:1                  | Uganda               |
| 2003 Details | Sudan     | Uganda               | 2:0                       | Ruanda               | Kenia                | 2:1                  | Sudan                |
| 2004 Details | Äthiopien | Äthiopien            | 3:0                       | Burundi              | Sudan                | 2:1                  | Kenia                |
| 2005 Details | Ruanda    | Äthiopien            | 1:0                       | Ruanda               | Sansibar             | 0:0 n. V., 5:4 i. E. | Uganda               |
| 2006 Details | Äthiopien | Sambia               | 0:0 n. V., 11:10 i. E.(1) | Sudan                | Ruanda               | 0:0 n. V., 4:2 i. E. | Uganda               |
| 2007 Details | Tansania  | Sudan                | 2:2 n. V., 4:2 i. E.      | Ruanda               | Uganda               | 2:0                  | Burundi              |
| 2008 Details | Uganda    | Uganda               | 1:0                       | Kenia                | Tansania             | 3:2                  | Burundi              |
| 2009 Details | Kenia     | Uganda               | 2:0                       | Ruanda               | Sansibar             | 1:0                  | Tansania             |
| 2010 Details | Tansania  | Tansania             | 1:0                       | Elfenbeinküste       | Uganda               | 4:3                  | Äthiopien            |
| 2011 Details | Tansania  | Uganda               | 2:2 n. V., 3:2 i. E.      | Ruanda               | Sudan                | 1:0                  | Tansania             |
| 2012 Details | Uganda    | Uganda               | 2:1                       | Kenia                | Sansibar             | 1:1 n. V., 6:5 i. E. | Tansania             |
| 2013 Details | Kenia     | Kenia                | 2:0                       | Sudan                | Sambia               | 1:1 n. V., 6:5 i. E. | Tansania             |
| 2014 | Äthiopien | Turnier abgesagt (2) | Turnier abgesagt (2)      | Turnier abgesagt (2) | Turnier abgesagt (2) | Turnier abgesagt (2) | Turnier abgesagt (2) |
| 2015 Details | Äthiopien | Uganda               | 1:0                       | Ruanda               | Äthiopien            | 1:1 n. V., 5:4 i. E. | Sudan                |
| 2016 | Kenia     | Turnier abgesagt (3) | Turnier abgesagt (3)      | Turnier abgesagt (3) | Turnier abgesagt (3) | Turnier abgesagt (3) | Turnier abgesagt (3) |
| 2017 Details | Kenia     | Kenia                | 2:2 n. V. 3:2 i. E.       | Sansibar             | Uganda               | 2:1 (0:1)            | Burundi              |
| 2018 | Kenia     | Turnier abgesagt (4) | Turnier abgesagt (4)      | Turnier abgesagt (4) | Turnier abgesagt (4) | Turnier abgesagt (4) | Turnier abgesagt (4) |
| 2019 Details | Uganda    | Uganda               | 3:0 (1:0)                 | Eritrea              | Kenia                | 2:1 (1:1)            | Tansania             |
| 2020 | unbekannt | Turnier abgesagt (5) | Turnier abgesagt (5)      | Turnier abgesagt (5) | Turnier abgesagt (5) | Turnier abgesagt (5) | Turnier abgesagt (5) |
| 2021 Details | Äthiopien | Tansania             | 0:0, 6:5 i. E.            | Burundi              | Südsudan             | 1:0 (0:0)            | Kenia                |
| 1Sudan gewann den Titel, obwohl es im Finale gegen Sambia unterlag, da das sambische Team nur als Gastmannschaft am Turnier teilnahm. 2Äthiopien trat von der Ausrichtung zurück und keine der anderen Teilnehmernationen wollte kurzfristig einspringen. 3Wegen finanzieller Schwierigkeiten trat der Sudan als Ausrichter zurück, Kenia sprang ein, trat aber später ebenfalls zurück. 4Wegen finanzieller Schwierigkeiten trat Sansibar als Ausrichter zurück, Kenia sprang ein, trat aber später ebenfalls zurück. 5Wegen der COVID-19-Pandemie wurde das Turnier abgesagt. |           |                      |                           |                      |                      |                      |                      |

### Rangliste der Sieger
| Rang | Land        | Titel | Jahr(e) |
| ---- | ----------- | ----- | --- |
| 1    | / Uganda    | 40    | 1928, 1929, 1930, 1932, 1935, 1936, 1937, 1938, 1939, 1940, 1943, 1945, 1947, 1948, 1952, 1954, 1955, 1956, 1957, 1960, 1962, 1963, 1968, 1969, 1970, 1973, 1976, 1977, 1989, 1990, 1992, 1996, 2000, 2003, 2008, 2009, 2011, 2012, 2015, 2019 |
| 2    | / Kenia     | 21    | 1926, 1931, 1941, 1942, 1944, 1946, 1953, 1958, 1959, 1960, 1961, 1966, 1967, 1971, 1975, 1981, 1982, 1983, 2002, 2013, 2017 |
| 3    | Tansania    | 6     | 1964, 1965, 1974, 1994, 2010, 2021 |
| 4    | / Äthiopien | 4     | 1987, 2001, 2004, 2005 |
| 5    | Malawi      | 3     | 1978, 1979, 1988 |
|      | Sambia      | 3     | 1984, 1991, 2006 |
| 7    | Sudan       | 2     | 1980, 2007 |
|      | Tanganjika  | 2     | 1949, 1951 |
| 9    | Ruanda      | 1     | 1999 |
|      | Simbabwe    | 1     | 1985 |
|      | Sansibar    | 1     | 1995 |